# Albemarle Cady
Pour les articles homonymes, voir Cady.
Albemarle Cady est un général américain de l'Union. Il est né le 15 février 1807 à Keene, dans le New Hampshire, et est décédé le 14 mars 1888 à New Haven, dans le Connecticut. Il est inhumé au Old North Cemetery à Concord, dans le New Hampshire. Il est le fils de Albe Cady et de Sarah Warner. Il est diplômé de West Point, classe de 1829.

## Biographie
À sa sortie de West Point, Albemarle Cady est nommé 2nd lieutenant dans le 6e régiment d'infanterie à Fort Leavenworth, dans le Kansas. Il participe à la guerre américano-mexicaine et notamment au siège de Veracruz, du 9 au 29 mars 1847, où il est promu capitaine. Il combat également aux batailles de Cerro Gordo, Churubusco et Molino del Rey, où il est blessé et accède au grade de major.
Le 6 juin 1861, il est nommé lieutenant-colonel au 7e régiment d'infanterie. Pendant la guerre de Sécession, il commande le district de l'Oregon et devient inspecteur général assistant du Département du Pacifique. Cependant, il ne participe pas aux combats mais devient colonel dans le 8e régiment d'infanterie le 20 octobre 1863.
Il est mis à la retraite le 8 mai 1864 en raison de ses nombreuses blessures reçues lors de sa carrière militaire. Il est breveté général de brigade le 13 mars 1865.

## Sources
- "Cullum's Register", volume I, p° 437
- "Civil War High Commands" de David et John Eicher (2001), p° 158